# جوش رفلز
جوش رفلز (انگلیسی: Josh Ruffels؛ زادهٔ ۲۳ اکتبر ۱۹۹۳) بازیکن فوتبال اهل بریتانیا است.
از باشگاه‌هایی که در آن بازی کرده‌است می‌توان به باشگاه فوتبال کاونتری سیتی و باشگاه فوتبال آکسفورد یونایتد اشاره کرد.